# Martigues
Martigues är en kommun i departementet Bouches-du-Rhône i regionen Provence-Alpes-Côte d'Azur i sydöstra Frankrike drygt 30 kilometer nordväst om Marseille. Kommunen är chef-lieu för kantonerna Martigues-Est och Martigues-Ouest som ligger i arrondissementet Istres. År 2022 hade Martigues 48 818 invånare.
Martigues kallas för "Provences Venedig" på grund av sitt läge vid stranden av Étang de Berre och längs Canal de Caronte som förenar l'étang med Medelhavet.

## Befolkningsutveckling
Antalet invånare i kommunen Martigues
Referens:INSEE